# Università statale di Mosca M.V. Lomonosov (pallanuoto maschile)
La sezione maschile di pallanuoto dell'Università statale di Mosca M.V. Lomonosov (in russo Московский государственный университет имени М.В. Ломоносова?, Moskovskij gosudarstvennyj universitet imeni M.V. Lomonosova), spesso abbreviata con l'acronimo MGU, è la squadra maschile di pallanuoto della società polisportiva che rappresenta l'omonima università, che ha sede a Mosca in Russia.
Venne fondata nel 1951 e attualmente compete nel Rossijskij Studenčeskij Sportivnyj Sojuz (RSSS), il campionato studentesco russo; prima della dissoluzione dell'Unione Sovietica fu una presenza costante nel campionato nazionale. Nel suo palmarès può annoverare 4 titoli e 3 coppe sovietiche e, a livello internazionale, una Coppa dei Campioni ed una Coppa delle Coppe.

## Storia
La sezione maschile di pallanuoto dell'MGU fece il suo debutto nel campionato sovietico nel 1951, inizialmente sotto le insegne del Nauka; nel 1955 detta società, insieme ad altre quattro associazioni sportive, confluirono fondando la società sportiva studentesca Burevestnik, che raggruppava studenti e docenti delle varie università sovietiche; nella squadra della sezione di Mosca militava anche Boris Černyšev, studente dell'università statale di Mosca, e perciò la direzione sportiva della facoltà decise di patrocinare quest'ultima associazione, ottennendo fin da subito il primo risultato di rilievo giungendo terzi nel campionato nazionale; l'anno successivo venne istituita la sezione giovanile di pallanuoto, aperta per gli studenti delle scuole inferiori, che svolse l'attività di formazione, sviluppo e reclutamento dei giocatori per la squadra dell'MGU.
Dopo aver ottenuto un altro terzo posto nel 1960-61 ed il secondo nel 1963-64, a partire dalla stagione 1967-68 la squadra fu affidata a M. Ryžak, che fu capoallenatore fino al 1988, ed ottenne tutti i suoi più importanti risultati: quattro campionati sovietici nel 1971-72, nel 1972-73, nel 1973-74 e nel 1978-79, per sette volte giunsero secondi in campionato ed in sei occasioni terminarono al terzo posto; sempre a livello nazionale vinsero anche tre Coppe dell'Unione Sovietica.
A livello europeo la formazione dell'MGU vinse la Coppa dei Campioni nella stagione 1973-74 e la Coppa delle Coppe nell'edizione del 1976-77; perse invece la finale della Supercoppa europea del 1977 contro l'altra squadra di Mosca del CSKA.
Successivamente alla dissoluzione dell'Unione Sovietica il Burevestnik cessò la propria attività e così pure la squadra dell'MGU non prese parte al neonato campionato russo; ritornò alle competizioni nel 1993 a seguito dell'istituzione della Rossijskij Studenčeskij Sportivnyj Sojuz, la lega sportiva studentesca russa, di cui tuttora fa parte.

## Impianti sportivi
La squadra gioca le proprie partite casalinghe presso la piscina coperta dell'università statale di Mosca, una struttura polifunzionale situata all'interno del palazzo principale del campus universitario che fu costruita nel 1953.

## Giocatori celebri
Moltissimi sono gli atleti che si sono distinti tra le file della formazione, con importanti risultati ottenuti anche con la squadra nazionale; tra i giocatori più rappresentativi della storia della franchigia figurano i medagliati olimpici Aleksandr Dreval', Vadim Guljaev, Aleksandr Kabanov, Vjačeslav Kurennoj, Nikolaj Mel'nikov, Leonid Osipov e Boris Popov.

## Palmarès
- Campionato sovietico: 4

1971-72, 1972-73, 1973-74 e 1978-79
- Coppa dell'Unione Sovietica maschile: 3
- Coppa dei Campioni: 1

1973-74
- Coppa delle Coppe: 1

1976-77

## Formazioni storiche

### rosa 1973-74
Jurij Mitjanin, Valerij Puškarëv, Aleksandr Dreval', Aleksandr Zelencov, Vitalij Romanchuk, Nugzari Mshvenieradze, Leonid Tiščenko, Nikolaj Mel'nikov, Aleksandr Kabanov, Vladimir Kovel', Šuvalov, Sergej Bondarenko. Allenatore: M. Ryžak.

### rosa 1978-79
Aleksandr Klejmenov, A. Mastjaev, A. Burkov, A. Zeleničev, G. Krupin, Š. Breus e Sergej Bondarenko, Nugzari Mshvenieradze, Valerij Puškarëv, Jurij Mitjanin. Allenatore: M. Ryžak.